# Ouragan Lisa (2004)
Pour les articles homonymes, voir Cyclone tropical Lisa.
Lisa est le 13e cyclone tropical de la saison 2004, de type capverdien, et le 9e et dernier ouragan de la saison. C'était la seconde utilisation du nom Lisa depuis 1998.

## Évolution météorologique
La 13e dépression tropicale est née le 19 septembre à environ 1000 km des Îles du Cap-Vert. Malgré des conditions défavorables dues à l'écoulement de l'ouragan Karl à proximité, la dépression s'est renforcée tempête tropicale nommée Lisa le 20 septembre avec des vents soutenus à 80 km/h. Le 22 septembre, elle a commencé à exécuter une petite boucle cyclonique en raison d'une interaction de Fujiwara avec une onde tropicale, la convection est devenue difficile à distinguer entre les deux systèmes, bien que Lisa ait maintenu une circulation de bas niveau distincte tout au long de la fusion, puis elle a régressé en simple dépression tropicale le 23 septembre, enchaînant ensuite diverses phases, reprenant puis perdant de la vigueur.
Le 1er octobre, un creux d'onde courte s'est recourbé et a accéléré le système vers le nord-est. À 6 h UTC le 2 octobre, Lisa a accédé finalement à la catégorie 1, une période exceptionnellement longue (12 jours) séparant le niveau de tempête tropicale de celui d'ouragan. À ce moment-là, Lisa a atteint son intensité maximale avec des vents de 120 km/h et une pression barométrique minimale de 987 hPa. Il a perdu ensuite rapidement de sa puissance en passant sur des eaux plus froides et est devenu le 3 octobre à 12 h UTC un extratropical. Peu de temps après, les restes de Lisa ont été absorbés par une zone frontale alors qu'ils se trouvaient à environ 1 850 km du cap Race, à Terre-Neuve.

## Bilan
Lisa est resté au-dessus de l'Océan Atlantique sans jamais menacer aucune terre habitée.